# Дхрува
Дхрува (*д/н —793) — махараджахіраджа (цар царів) держави Раштракутів у 780–793 роках, визначний індійський військовий діяч.

## Життєпис
Був сином махараджихіраджи Крішни I. У 779 році виступив проти свого брата Говінди II, за час правління якого держава значно послабшала. У 780 році відбулася мирна передача влади до Дхруви.
Із самого початку новий володар поставив собі за мету якнайбільше розширити володіння своєї династії. У 781—784 роках з успіхом воював проти держави Гуджара-Пратіхарів, здолавши правителя останніх Ватсараджу й у 784 році захопив Каннаудж. Де місцевий магараджа Індраюдха визнав його зверхність. Після цього розбив у межиріччі Гангу та Ямуни махараджахіраджу Дгармапалу з династії Пала. Втім землі приєднані під час цієї кампанії Раштракути не зуміли надовго зберегти — після відходу Дхруви на південь його вороги повернули собі володіння. Єдине що отримав володар Раштракутів — це велику здобич в коштовностях, конях та рабах.
У 784 році Дхрува рушив проти держави Венга, де підкорив їх правителя Вішнувардхана IV, який визнав себе данником. У 784—785 році війська Дхруви розбили армію Шивамари II, махараджи Західних Гангів, потім Паллавів. Володар останніх Нандіварман II, визнав себе данником. У 788 році Дхрува знову рушив на південь, де придушив повстання Західних Гангів.
Наприкінці життя Дхруви було створено велику імперію Раштракутів, якій не наважилася кидати виклик жодна держава Індостану.

## Родина
- Стамбха I, володар у 793 році
- Каркка I, володар у 793 році
- Говінда III, володар у 793–814 роках
- Індра, засновник гуджаратської гілки